# 耶律王九
耶律王九（?—?），辽国政治人物。辽道宗时南府宰相，契丹人。
耶律王九曾任东路统军使。大康四年（1078年）二月戊辰，辽道宗以东路统军使耶律王九为惕隐。大康七年（1081年）十月戊辰，辽道宗以惕隐耶律王九为南院大王。后出任辽兴军节度使。大安三年（1087年）十一月甲寅，以惕隐耶律坦同知南京留守事，辽兴军节度使耶律王九为南府宰相。次年十二月戊寅，南府宰相耶律王九致仕。